# RDY
RDY는 프랑스의 다소 미라주 2000-5 전투기에 탑재하기 위해 개발된 레이더이다.

## 제원
- 이름 : RDY
- 종류 : 펄스 도플러 레이다(기계식)
- 전투기 표적 탐지거리(F-16C 같은 3 sqm의 RCS를 갖는 표적) : 70~85km
- 대형 전투기 표적 탐지거리(10 sqm) : 125~140km

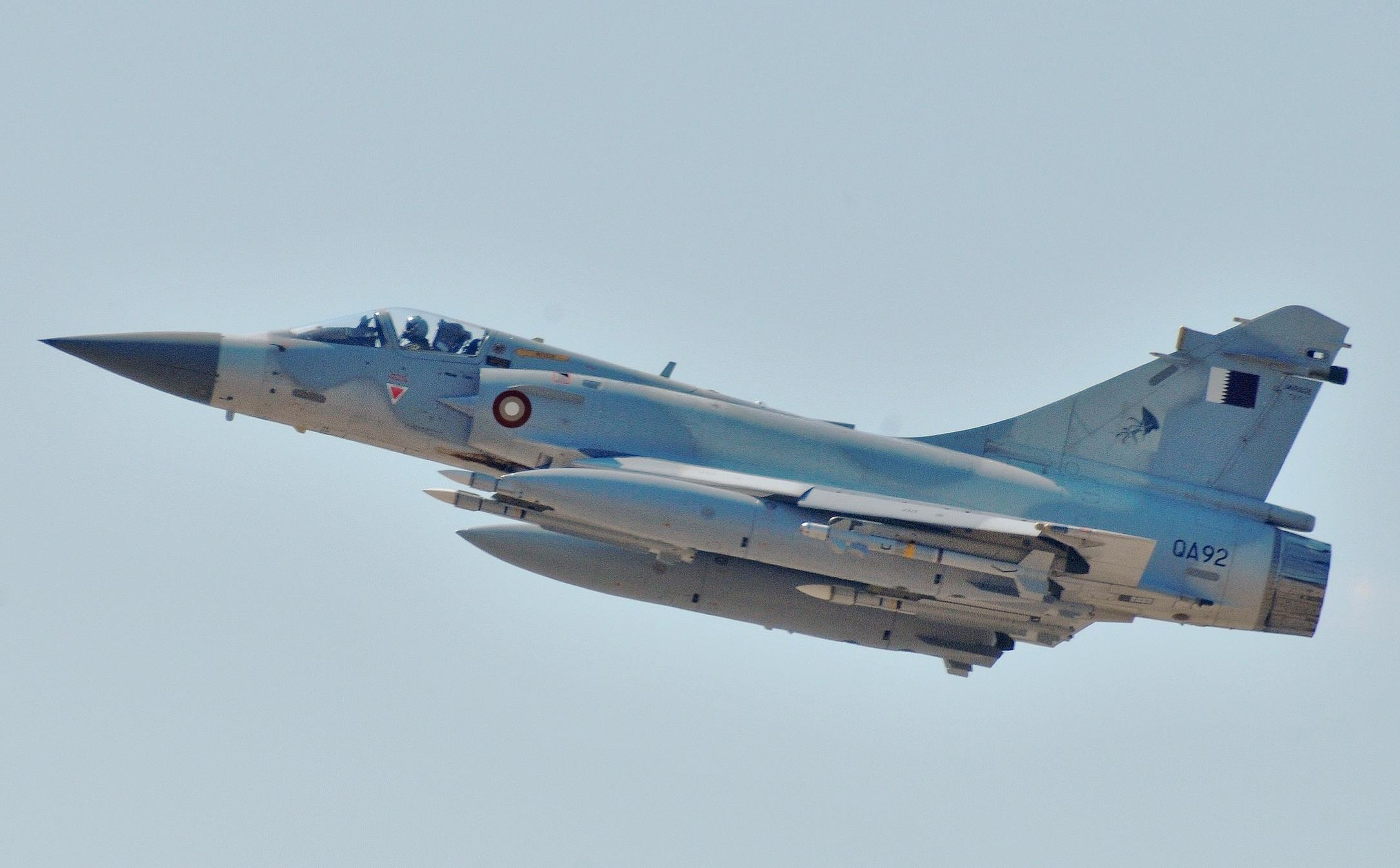
미라주 2000-5 전투기, 해당 레이다가 탑재된다.

## 같이 보기
- RBE-2
- RDI (레이다)
- PS-05/A